# The Perfect Sleep

The Perfect Sleep est un film américain réalisé par Jeremy Alter, sorti en 2009.

## Synopsis
Un homme retourne dans une ville où il avait juré de ne jamais revenir, pour sauver la femme qu'il aime et qu'il n'a jamais pu avoir.

## Fiche technique
- Titre : The Perfect Sleep
- Réalisation : Jeremy Alter
- Scénario : Anton Pardoe
- Production : Jeremy Alter, Keith Kjarval, Anton Pardoe, Jay Sedrish
- Musique : David Vanian
- Photographie : Charles Papert
- Montage : Martin Hunter
- Décors : Clayton Hartley et Chanida Trueblood
- Costumes : Kristen Anacker
- Pays d'origine : États-Unis
- Format : Couleurs - 1,85:1 - Dolby Digital - 35 mm
- Genre : Thriller, action
- Durée : 99 minutes
- Date de sortie : 2009

## Distribution
- Anton Pardoe : Le narrateur
- Roselyn Sanchez : Porphyria
- Patrick Bauchau : Nikolai
- Peter J. Lucas : Ivan
- Tony Amendola : Dr. Sebastian
- Sam Thakur : Le Rajah
- Dominique Vandenberg : Keller
- Cameron Daddo : Rogozhin
- Michael Paré : Officer Pavlovich
- Isaac C. Singleton Jr. : Gregor
- John Fleck : Van Heflin
- Dmitri S. Boudrine : Kolya
- Anthony Dilio : Walter
- Keith Allan : The Doctor
- Pavel Lychnikoff : Vassily